# Unione Sportiva Pro Vercelli 2009-2010
Questa pagina raccoglie le informazioni riguardanti l'Unione Sportiva Pro Vercelli nelle competizioni ufficiali della stagione 2009-2010.

## Divise e sponsor
| Manica sinistra · Maglietta · Manica destra · Pantaloncini · Calzettoni |

## Rosa
| N. |                    | Ruolo | Calciatore               |
| -- | ------------------ | ----- | ------------------------ |
|    | Italia (bandiera)  | D     | Giuseppe Agostinone      |
|    | Brasile (bandiera) | A     | Costa Anderson           |
|    | Italia (bandiera)  | A     | Manuel Angelilli         |
|    | Italia (bandiera)  | P     | Angelo Casadei           |
|    | Italia (bandiera)  | P     | Michele Castagnone       |
|    | Italia (bandiera)  | A     | Emanuele Chiaretti       |
|    | Italia (bandiera)  | D     | Andrea Ciolli            |
|    | Italia (bandiera)  | D     | Riccardo Corallo         |
|    | Italia (bandiera)  | C     | Marco Cristini           |
|    | Brasile (bandiera) | C     | Adriano Ignacio Da Matta |
|    | Italia (bandiera)  | D     | Giovanni De Toma         |
|    | Italia (bandiera)  | C     | Daniele Di Benedetto     |
|    | Italia (bandiera)  | C     | Marco Didu               |

| N. |                   | Ruolo | Calciatore          |
| -- | ----------------- | ----- | ------------------- |
|    | Italia (bandiera) | D     | Claudio Grancitelli |
|    | Italia (bandiera) | D     | Claudio Labriola    |
|    | Italia (bandiera) | C     | Rosario La Marca    |
|    | Italia (bandiera) | A     | Loreto Lo Bosco     |
|    | Italia (bandiera) | D     | Matteo Mariani      |
|    | Italia (bandiera) | C     | Francesco Paonessa  |
|    | Italia (bandiera) | A     | Lorenzo Parisi      |
|    | Italia (bandiera) | D     | Giuseppe Pisani     |
|    | Italia (bandiera) | A     | Enrico Polani       |
|    | Italia (bandiera) | C     | Stefano Prizio      |
|    | Italia (bandiera) | C     | Gianluca Rolandone  |
|    | Italia (bandiera) | C     | Paolo Ruffini       |